# Wilson Jones
Wilson Alfredo Jones Rodríguez (O Barco de Valdeorras, 19 maggio 1934 – 12 luglio 2021) è stato un calciatore spagnolo, di ruolo attaccante.

## Carriera
Nel 1953-1954 segnò 18 reti in 35 partite con la maglia del Lérida, in Segunda División spagnola. 
Questo rendimento gli valse la chiamata all'Alavés, in Primera División. Con la squadra di Vitoria-Gasteiz segnò 17 gol, contribuendo a evitare la retrocessione.
Nel 1955 quindi fu ingaggiato dal Real Madrid e in quell'anno vinse la prima edizione della Coppa dei Campioni. Trovando poco spazio a causa della concorrenza dei grandi attaccanti del Real Madrid, si trasferì al Saragozza.
Con la squadra aragonese disputò quattro stagioni. Giocò la partita inaugurale dell'estadio de La Romareda contro l'Osasuna, l'8 settembre 1957, realizzando un assist e un gol.
Successivamente, giocò per due stagioni al Santander.
Chiuse la carriera nella sua nativa Galizia, con la maglia dell'Orense.

## Palmarès

### Club

#### Competizioni nazionali
- Coppa dei Campioni: 1

Real Madrid: 1955-1956